# Chusquea serpens
Chusquea serpens är en gräsart som beskrevs av Lynn G. Clark. Chusquea serpens ingår i släktet Chusquea och familjen gräs. Inga underarter finns listade i Catalogue of Life.